# Anthem of the Sun
| Recensione                    | Giudizio |
| ----------------------------- | -------- |
| AllMusic                      | [ 1 ]    |
| Rolling Stone                 | Positivo |
| Encyclopedia of Popular Music | [ 3 ]    |
| Piero Scaruffi                | [ 4 ]    |

Anthem of the Sun è il secondo album di studio dei Grateful Dead, pubblicato nel giugno del 1968.

## Descrizione
L'album è importante per la storia del gruppo per diverse motivazioni. Innanzitutto ai componenti iniziali si aggiunge nel corso del 1967 il batterista e percussionista Mickey Hart, che apporta importanti novità nelle sonorità della band. Inoltre la band si impegna nel realizzare l'album: a differenza del primo disco, realizzato in soli 3 giorni, per produrre il loro secondo lavoro impiegano oltre 6 mesi in studio. Con questo disco i Grateful Dead cercano infatti di riprodurre l'intensità creativa e sperimentale dei loro concerti dal vivo, utilizzando una tecnica inusuale: fondono a delle parti registrate in studio moltissimi estratti live, creando un disco ibrido, anche per colmare le lacune nelle canzoni. Comunque rimane il disco, in studio, più legato alle esperienze psichedeliche; le canzoni sono come non mai lunghe, multiformi, caotiche: ne fuoriesce, a conti fatti, un disco diviso in due lunghi medley, suddivisi ognuno per facciata. Nonostante tutto l'impegno e la cura l'esperimento sembra riuscito a metà anche ai componenti del gruppo che si ritrovano delusi del prodotto dopo il suo completamento: ancora una volta il disco non riesce a trasmettere l'energia dei live. Da notare poi anche il primo testo scritto dal paroliere Robert Hunter per la band, scrive infatti le parole per Alligator, e inizia così la trentennale collaborazione con il gruppo e specialmente con Garcia. Infine si aggiunge al complesso anche il tastierista Tom Constanten, che partecipa a due brani: We Leave the Castle, tema facente parte della suite That's It for the Other One, prendendo in prestito il "prepared piano" di John Cage e in Alligator, al pianoforte.
Il disco venne in seguito rimasterizzato dalla band per le edizioni successive, cosa che accadde anche per Aoxomoxoa: nel 1972, Phil Lesh si occupò di intervenire sui master originali per correggere il primo mix, ritenuto troppo caotico. La versione in cd, uscita nel boxset The Golden Road nel 2003, ha mantenuto però il mix originale, a differenza di quanto successo con Aoxomoxoa, che nella ristampa ha adottato il remix degli anni '70.

## Tracce
1. That's It For the Other One – 7:43
2. New Potato Caboose – 8:25 (Lesh, Petersen)
3. Born Cross-Eyed – 2:25 (Weir)
4. Alligator – 11:16 (Lesh, McKernan, Hunter)
5. Caution (Do Not Stop On The Tracks) – 9:01 (Garcia, Kreutzmann, Lesh, McKernan, Weir)

### Tracce aggiunte nella riedizione in CD del 2001/2003
1. Alligator (live) – 18:43
2. Caution (Do Not Stop on Tracks) (live) – 11:38
3. Feedback (live) – 4:01 – (Grateful Dead)
4. Born Cross-Eyed (single version) – 2:55

## Formazione
- Jerry Garcia - chitarra solista, chitarra acustica, kazoo, vibraslap, voce
- Bob Weir - chitarra ritmica, chitarra a 12 corde, chitarra acustica, kazoo, voce
- Ron "Pigpen" McKernan - organi, celesta, legnetti, voce
- Phil Lesh - basso, tromba, clavicembalo, güiro, kazoo, piano, timpani, voce
- Bill Kreutzmann - batteria, glockenspiel, campane tubolari, gong, crotales, pianoforte preparato, cimbalini a dita
- Mickey Hart - batteria, glockenspiel, campane tubolari, gong, crotales, pianoforte preparato, cimbalini a dita

Ospite
- Tom Constanten - pianoforte preparato, pianoforte, basi registrate